# Pistola (moneta)
Pistola (in francese pistole) era inizialmente il nome usato in italiano e francese per indicare il doblón spagnolo, detto anche escudo de a dos era una moneta di 6,76 g d'oro a 22 carati. Le monete di ugual valore coniate in Italia presero il nome di doppia (pistola più raramente), mentre quelle realizzate in Francia furono chiamate louis d'or (più raramente pistole e pistolet). La pistola fu coniata anche da altri stati, che mutuarono il nome dalla moneta francese.

## Origine del nome
Il nome viene da piastola, piccola piastra. Dato il valore di doppio escudo era chiamata anche doblone, onza de oro, peso duro de oro; la doppia pistola era chiamata "quadrupla" o "quadrupet".

## Storia

### Spagna
Inizialmente con questo nome furono indicate i doppi escudo o dobloni battuti per la prima volta verso il 1537 in Spagna con un titolo di 22 carati e con un peso di ca. 3,40 grammi. Fu coniato sotto la regina Giovanna ed il figlio Carlo V. Valeva un doppio escudo, che era la moneta unitaria per l'oro.
Vennero coniate in grande quantità sotto Filippo II (1556-1598) dal 1566. Queste coniazioni furono rese possibili grazie ai ritrovamenti dei depositi d'oro nelle colonie spagnole in America.
Fu una delle prime monete coniate dagli spagnoli nelle nuove colonie americane, in particolare nel Messico. La "pistola" fu coniata in Spagna fino al 1847.

### Francia
Inizialmente fu usato in Francia per indicare le nuove monete d'oro spagnole e poi il nome fu dato al Louis d'Or di Luigi XIII di Francia. Una pistole valeva inizialmente dieci livre.
Con il termine di pistolet veniva indicata la mezza pistole coniata nel XVII e XVIII secolo.
Nel 1689 il valore della moneta d'oro era diventato di 11 livre e 12 sou. In seguito divenne una moneta di conto dal valore di 10 livre. Si usava l'espressione  "être cousu de Pistoles" nel senso di essere ricco sfondato.
Nel romanzo di Dumas I tre moschettieri, ambientato negli anni 1620 si apprende che 35 pistole e 20 corone facevano 465 livre.
La zecca di Besançon emise dal 1537 al 1579 delle pistole dal valore di un doppio ducato, assieme a delle doppie a quadruple pistole. Nella stessa sede furono coniate nel 1654 con il nome di pistolet delle monete d'oro che recavano il busto di Carlo V. L'imperatore aveva infatti concesso alla città il diritto di coniare moneta e quindi tutte le monete di questa zecca recavano sempre il busto dell'imperatore, anche dopo la sua morte.
Una delle prime emissioni fu quella del duca Carlo III di Lorena (1545-1608) dal 1587 assieme ai pezzi da mezza, doppia e quadrupla pistola. Era anche chiamata écu pistolet o pistola di Nancy. La pistola di Carlo aveva lo stemma al dritto e la croce di Gerusalemme al rovescio.
Fu coniata fino al 1709.

### Italia
In Italia il nome fu dato ad una moneta d'oro coniata a Genova dal valore di 50 lire genovesi. Questa moneta circolava a Roma per un valore di 8 scudi romani e 6 baiocchi.
Pistole furono coniate a Modena dai duchi di Modena e Reggio Cesare d'Este nel 1608, Francesco I nel 1631 e Alfonso IV nel 1660.
La moneta di Cesare pesava 6,33 grammi ed aveva al dritto il ritratto del duca e la legenda CESAR DVX MVT REG C. In esergo "L S" le iniziali dello zecchiere Lodovico Salvatico. Al rovescio era raffigurata la Pazienza stante con la legenda OMNIA VINCIT
La pistola di Francesco pesava 6,50 g e quella di Alfonso 3,22.
Le vecchie doppie di Parma erano chiamate pistole ancora nel XIX secolo, mentre col nome di pistole papali o di Roma si indicavano nello stesso periodo i doppi zecchini o doppi scudi d'oro coniati da Pio VI e Pio VII.
Prese il nome di pistola la moneta dei Savoia da 24 lire, detta anche "doppia di Piemonte"

### Danimarca
In Danimarca fu chiamata con questo nome la moneta che imitava il Louis d'or francese coniata dal 1771 al 1870.

### Malta
A Malta la pistola fu coniata sotto il Gran Maestro Manuel Pinto de Fonseca (1741-1773), la "nuova pistola" da 10 "scudi". Aveva al dritto san Giovanni Battista ed al rovescio la croce di Malta.

### Svizzera
In Svizzera le pistole furono coniate da diverse città, in primo luogo Ginevra.
A Ginevra l'écu pistolet fu coniato dal 1562. Nel XVII secolo, altre ad altre monete d'oro, furono coniate le "quadruple" le pistole e gli écu pistolet.
Nel 1771 fu coniata anche una moneta da tre pistole.
Era pari ad un doppio ducato; fino agli anni 1720 correva per 40 fiorini e 30 sou e dopo il 1750 il valore salì a 35 fiorini.
La prima coniazione recava al dritto la legenda GENEVA CIVITAS e lo stemma civico su un'aquila bicipite coronata ed al rovescio il monogramma IHS al centro di otto raggi e otto fiamme; la legenda era POST : TENEBRAS : LVX : P
A Ginevra non fu più coniata dopo il 1796.
Esiste anche una pistola o corona d'oro coniata assieme dai cantoni Uri, Svitto ed Untervalden nel 1556.

### Germania
In molti stati della Germania settentrionale e centrale la pistola fu la principale moneta aurea durante il XVII e la prima metà del XIX secolo.
"Pistole" era il nome con cui veniva chiamata la moneta da d'oro dal valore di 5 talleri e doppia pistola era la moneta da 10 talleri.
La prima Pistole fu coniata in Prussia nel 1737; spesso erano anche chiamate con il nome del sovrano ad imitazione del Luis d'or; quindi Friedrich d'or, Georg d'or, Jérôme d'or o Karl d'or.
In Baviera fu chiamata Pistole la Karolin o Karldor, una moneta coniata dall'allora principe Carlo Alberto (1726-1745) ad imitazione del Louis d'or francese. Valeva 10 fiorini. Fu coniata anche nel Palatinato sotto il principe elettore Carlo Filippo

### Scozia
Una moneta con lo stesso nome fu coniata in Scozia da Guglielmo II. Pesava 106 grani (6,84g ca.) a 22 carati per un valore di 12 sterline scozzesi, cioè 20 scellini inglesi. Fu coniata, assieme alla mezza pistola, solo nel 1701. La ghinea coniata nello stesso periodo pesava invece 129,5 ed era valutata 21s 6d.
Fu l'ultima moneta d'oro scozzese.
La Darien Company, una società privata che commerciava con l'Africa, riuscì ad ottenere dal Privy Council il permesso a coniare parte dell'oro che aveva importato battendo delle monete. Come era abitudine all'epoca, fu concesso anche di apporre sulla moneta un segno della compagnia su tutte le monete.
Manca l'indicazione del numero dopo il nome del re: Guglielmo era III d'Inghilterra, II in Scozia e I di Gran Bretagna: l'assenza del numero indica che questo era il titolo usato.
Assieme alla pistola fu coniata anche la mezza pistola con i conii di James Clark che era l'incisore della zecca di Edimburgo.

### Irlanda
In Irlanda ci fu una moneta con questo nome. Fa parte delle Inchiquin money. le moneta di necessità coniata durante la ribellione irlandese del 1641, che prendono il nome da Murrough O'Brien, lord di Inchiquin, che aveva il comando delle truppe protestanti periodo 1642-1647. Se ne conoscono pochissimi esemplari individuati solo nel XIX secolo. Sono le uniche monete d'oro conosciute che siano state coniate in Irlanda.